# Болквадзе Георгій Кайхосрович
Георгій Кайхосрович Болквадзе (груз. გიორგი ბოლქვაძე; нар. 1835, Бахві — пом. 1921, Кутаїсі) — грузинський спеціаліст в галузі виноробства. Дійсний член Паризької Національної академії та Брюссельської Всесвітньої академії, член Французької академії землеробства (з 1890 року).

## Біографія
Народився у 1835 році в селі Бахві (нині Грузія). Вивчав процес виноробства в Константинополі, потім з 1853 року вчився в Афінській академії землеробства. У 1865 році відкрив в Кутаїсі єдиний на Кавказі лікеро-горілчаний завод.
Удостоєний 11 нагород різних країн, в тому числі двох французьких орденів.
Помер в Кутаїсі у 1921 році.

## Діяльність
Запропонував промислове виробництво ряду міцних напоїв, при створенні яких широко використовувалися аборигенні сорти винограду та інгредієнти. Вів дослідних роботу не тільки щодо якісного поліпшення відомих в той час на світовому ринку напоїв, але головним чином по створенню нового виду продукції. Створив багато марок грузинських коньяків, лікерів, ромів, що з'явилися еталонами продукції на рівні світових стандартів. Серед них: 
- Натуральний кавказький коньяк, удостоєний в 1878 році на Всесвітній виставці в Парижі вищої нагороди (всього коньяк на різних виставках отримав 18 медалей і 5 вищих нагород);
- Штучний коньяк № 3, удостоєний в 1889 році вищої нагороди на Всесвітній виставці в Парижі (всього 8 медалей різних виставок).